# حسن نصرالله (بازیکن فوتبال)
حسن نصرالله (عربی: حسن نصرالله؛ زادهٔ ۱۴ اکتبر ۱۹۸۲) بازیکن فوتبال اهل لبنان بود.
وی همچنین در تیم ملی فوتبال لبنان بازی کرده‌است.